# Gradets (Vraptchichté)
Gradets (en macédonien Градец ; en albanais Gradeci) est un village du nord-ouest de la Macédoine du Nord, situé dans la municipalité de Vraptchichté. Le village comptait 4555 habitants en 2002. Il est majoritairement albanais.

## Démographie
Lors du recensement de 2002, le village comptait :
- Albanais : 4 535
- Macédoniens : 7
- Bosniaques : 4
- Autres : 9